# Regan Upshaw
Regan Charles Upshaw (Berrien Springs, 12 agosto 1975) è un ex giocatore di football americano statunitense che ha militato nel ruolo di defensive tackle nella National Football League (NFL).

## Biografia
Al college, Upshaw giocò a football a California. Fu scelto come 12º assoluto nel Draft NFL 1996 dai Tampa Bay Buccaneers. Vi giocò fino al 1999, con un primato in carriera di 7,5 sack nella sua seconda stagione. In seguito fece parte di Jacksonville Jaguars (1999), Oakland Raiders (2000-2002, con cui raggiunse il Super Bowl XXXVII, perso proprio contro i Buccaneers), Washington Redskins (2003) e New York Giants (2004)

## Palmarès
- American Football Conference Championship: 1

Oakland Raiders: 2002

## Statistiche
| Tackle     | 169  |
| Sack       | 34,5 |
| Intercetti | 1    |